# 卡洛斯·埃雷拉·伊鲁纳
卡洛斯·埃雷拉·伊鲁纳 （西班牙語：Carlos Herrera y Luna；1856年10月26日—1930年7月3日）是危地马拉商人、政治家，1920年3月30日至9月15日代理危地马拉总统职务，1920年至1921年12月10日担任正式的危地马拉总统。

## 生平
他是甘蔗农场主曼努埃尔·玛丽亚·埃雷拉（Manuel Maria Herrera）的次子，1883年，父亲逝世后，卡洛斯接管了父亲的潘塔莱昂糖厂（Pantaleon）并将其发展成危地马拉主要的糖业公司。1893年危地马拉的铁路在潘塔莱昂糖厂通车，更是扩大了其产品出口量。其家族也长期为危地马拉农产品生产部门的主要集团，并被视为外国资本家的附庸。

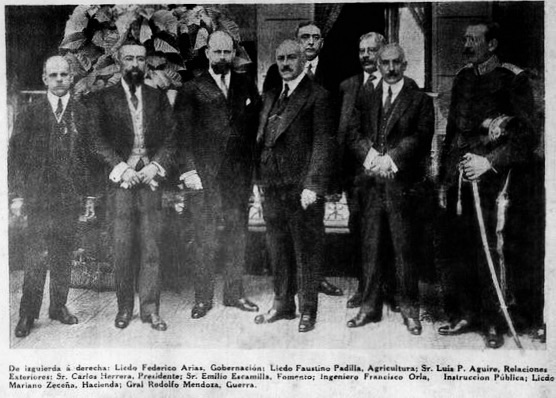
埃雷拉总统和他的内阁成员

1920年，曼努埃尔·何塞·埃斯特拉达·卡夫雷拉被迫辞职，并把总统职位交给卡洛斯·埃雷拉，其政党中美洲联合党也得到了中产阶级、学生及教育工作者的支持，他反对美国联合果品公司的经济扩张，并且拒绝对其作出让步，因此，在美国的支持下，军人何塞·玛丽亚·奥雷利亚纳·平托和豪尔赫·乌维科在1921年推翻了他的政府:10-11，他被迫流亡法国，直到1930年在法国巴黎逝世。